# Ugo Raghouber
 (juin 2025).
Motif : 27 matchs de Ligue, non admissible d'après WP:foot, les atteindra probablement mais création trop rapide, à surveiller
- Archive Wikiwix
- Bing
- Cairn
- DuckDuckGo
- E. Universalis
- Gallica
- Google
- G. Books
- G. News
- G. Scholar
- Persée
- Qwant
- (zh) Baidu
- (ru) Yandex
- (wd) trouver des œuvres sur Wikidata

| 1. | Préciser le motif de la pose du bandeau. | Précisez le motif de la pose du bandeau en utilisant la syntaxe suivante : {{admissibilité à vérifier\|date=août 2025\|motif=remplacez ce texte par le motif}}                     |
| 2. | Informer les utilisateurs concernés.     | Pensez à avertir le créateur de l'article, par exemple, en insérant le code ci-dessous sur sa page de discussion : {{subst:avertissement admissibilité à vérifier\|Ugo Raghouber}} |

Ugo Raghouber, né le 13 juillet 2003 à Clichy (France), est un footballeur français jouant au poste de milieu défensif à Lille OSC.

## Biographie

### En club
Originaire de Clichy, Raghouber commence le football dans le club de sa ville, avant de passer six années à l'US Torcy. En 2017, il signe au Lille OSC, avec qui il évolue avec les équipes de jeunes, où la presse le décrit comme un « élément fiable [...] sans pour autant être un élément clé ». Il gravit progressivement les échelons et dispute quatre rencontres de Youth League avec les U19 lors de la saison 2020-2021, à la fin de laquelle il signe son premier contrat professionnel avec le LOSC et décroche son baccalauréat. Lors de l'exercice suivant, il intègre l'équipe réserve du club nordiste en National 3. Il en devient dès lors un élement clé, au point de participer au stage d'été de l'équipe professionnelle en 2022.                
Un an plus tard, il est prêté par le LOSC en National, au Mans FC, prolongeant par la même occasion son contrat d'un an avec son club formateur. Il dispute son premier match en professionnel lors d'un déplacement sur la pelouse de l'US Orléans. Quelques semaines plus tard, il se fracture le métatarse face au FC Sochaux-Montbéliard. De retour dans le groupe près de quatre mois après, il réalise une excellente demi-saison au point d'être nommé pour le « trophée de la révélation de la saison » de National.                 
Revenu à Lille, il est convoqué dans le groupe qui dispute le match aller du troisième tour préliminaire de la Ligue des Champions face à Fenerbahçe. Le 29 août 2024, son club annonce qu'il est prêté à l'USL Dunkerque pour la saison, tout en prologeant à nouveau son contrat d'un an avec le LOSC,. Remplaçant en début de saison, il devient rapidement titulaire indiscutable au sein de l'équipe de Luís Castro. Son club réalise une saison de haut niveau, luttant pour la montée en Ligue 1 et atteignant les demi-finales de la Coupe de France.         

## Statistiques
| Saison                | Club                  | Championnat           | Championnat | Championnat | Championnat | Coupe(s) nationale(s) | Coupe(s) nationale(s) | Coupe(s) nationale(s) | Total | Total | Total |
| Saison                | Club                  | Division              | M.          | B.          | P.d.        | M.                    | B.                    | P.d.                  | M.    | B.    | P.d.  |
| 2023-2024             | LOSC Lille            | Ligue 1               | -           | -           | -           | -                     | -                     | -                     | 0     | 0     | 0     |
| 2023-2024             | Le Mans FC (prêt)     | National              | 19          | 3           | 1           | -                     | -                     | -                     | 19    | 3     | 1     |
| 2024-2025             | USL Dunkerque (prêt)  | Ligue 2               | 27          | 1           | 2           | 4                     | 0                     | 0                     | 31    | 1     | 2     |
| Total sur la carrière | Total sur la carrière | Total sur la carrière | 46          | 4           | 3           | 4                     | 0                     | 0                     | 50    | 4     | 3     |